# CBN Ponta Grossa
CBN Ponta Grossa é uma estação de rádio brasileira sediada em Ponta Grossa, cidade do interior do Paraná. Opera no dial FM 105,9 MHz, originada da migração AM-FM e é afiliada da Central Brasileira de Notícias. Pertence a Roberto Mongruel, ex-político e diretor do Colégio SEPAM que atua na mesma cidade.

## História
A emissora iniciou suas atividades como Rádio Vila Velha AM, fundada por Iraci Trevisani, no ano de 1967. Iraci foi pioneiro na radiodifusão em Ponta Grossa, criou a  Vila Velha FM 94.7 em 1976 (hoje afiliada à Mix FM e operada por outro grupo). Em 1980, a emissora adotou o nome de Rádio Pitangui (o que leva atualmente a razão social da concessão). Depois do ano de 1993, a emissora passou a denominar Rádio Nacional, após a emissora ser adquirida por um empresário de Curitiba.
Em 13 de dezembro de 2001, às 9 da manhã, a emissora integrou a rede CBN, sendo a primeira rádio da região com formato all news, ou seja, com cobertura jornalística quase integral durante o dia sem execução de músicas. A jornalista, ex-deputada e escritora Joice Hasselmann já foi âncora e diretora da CBN Ponta Grossa.
Seus estúdios estão situados no Edifício Philadelphia Office, bairro Olarias, nos limites com o centro de Ponta Grossa e onde encontra-se também os estúdios da afiliada da Jovem Pan FM nesta cidade. Enquanto o transmissor, está localizado no Edifício Vidal Correia que por sua vez concentra a maioria das FMs princesinas, em parte pela estrutura técnica do Grupo Gtcom e sua localização.
Pela moção de aplauso n.° 299/17, o vereador Ricardo Zampieri (SD) pela migração do AM-FM devido a maior qualidade de sinal e prestação de serviços na cidade.
Em 2014, a emissora solicitou a migração AM-FM. No dia 3 de outubro de 2017, a emissora migrou para o FM 98,1, pontualmente às 20 horas.
Em 2023, a emissora protocolou na Anatel sua saída de FM 98,1 para o FM 105,9, a mudança aconteceu no dia 29 de junho. A mudança se deve por dois fatores, a Lagoa Dourada FM que também é migrante, pediu aumento de potência e saiu da frequência FM 105,9 para FM 105,3, já o outro detalhe, é por conta de uma rádio comunitária de uma cidade próxima que opera em FM 98,3, onde dificultava o sinal da CBN na região.